# Heribert Niederschlag
Heribert Niederschlag SAC (* 20. Mai 1944 in Ottfingen bei Wenden (Sauerland)) ist ein deutscher Moraltheologe.

## Leben
Niederschlag trat der Gemeinschaft der Pallottiner bei und empfing 1970 die Priesterweihe. Nach seinem Studium der Katholischen Theologie wurde er 1981 an der Julius-Maximilians-Universität Würzburg mit einer Arbeit zum Themengebiet der Life-and-Work-Bewegung zum Dr. theol. promoviert.
1987 erhielt er einen Ruf auf die Professur für Moraltheologie an der Philosophisch-Theologischen Hochschule Vallendar. Seit 2000 ist er zudem Leiter des Studiengangs Führungskräfte in kirchlichen Einrichtungen mit den Schwerpunkten Medizinethik und Ethik für Führungskräfte. Niederschlag war Hochschulrektor der Philosophisch-Theologischen Hochschule Vallendar der Gesellschaft des Katholischen Apostolates (Pallottiner). Er wurde im Oktober 2012 emeritiert, hatte aber bis November 2016 noch die Leitung des dortigen Ethik-Instituts inne. Nachfolger wurde Ingo Proft.
Er war Postulator des Seligsprechungsprozesses für Schwester Maria Julitta Ritz (1882 bis 1966). Zudem ist er Biograf von Pater Franz Reinisch und Postulator von dessen Seligsprechungsprozess.
Niederschlag ist seit 1972 Mitglied der katholischen Studentenverbindung KDStV Franco-Raetia Würzburg und seit 2018 der K.D.St.V. Bergland (Freiberg/Sachsen) zu Aachen, beide im CV. 2011 unterzeichnete Niederschlag das Memorandum Kirche 2011: Ein notwendiger Aufbruch.

## Schriften
- Für alle. Die Life-and-Work-Bewegung zur Begründung christlicher Weltverantwortung. Lang Frankfurt/Bern 1982, ISBN 3-8204-5714-3
- Lebensraum Kirche: Impulse zur Erneuerung. Lahn-Verlag, Limburg 1987, ISBN 3-7840-2012-7
- Prophetischer Protest. Der Entscheidungsweg von P. Franz Reinisch. Patris-Verlag, Vallendar-Schönstatt 2003, ISBN 3-87620-252-3